# 弗亞格莫爾島

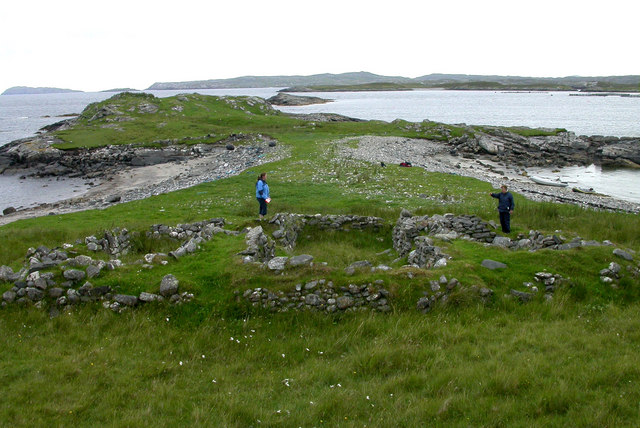

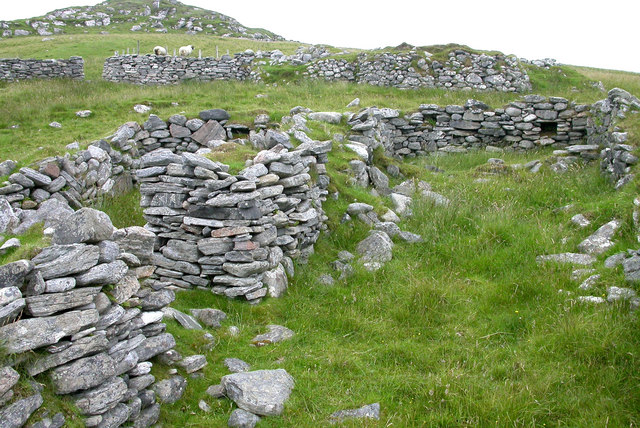

弗亞格莫爾島是蘇格蘭的島嶼，位於劉易斯島以西的大西洋海域，屬於外赫布里底群島的一部分，面積0.84平方公里，最高點海拔高度67米，島上無人居住。
58°12′36″N 6°53′17″W / 58.21000°N 6.88806°W